# Cantón de Sévérac-le-Château
El cantón de Sévérac-le-Château era una división administrativa francesa, que estaba situada en el departamento de Aveyron y la región de Mediodía-Pirineos.

## Composición
El cantón estaba formado por cinco comunas:
- Buzeins
- Lapanouse
- Lavernhe
- Recoules-Prévinquières
- Sévérac-le-Château

## Supresión del cantón de Sévérac-le-Château
En aplicación del Decreto nº 2014-205 de 21 de febrero de 2014, el cantón de Sévérac-le-Château fue suprimido el 22 de marzo de 2015 y sus 5 comunas pasaron a formar parte del nuevo cantón de Tarn y Mesetas.